# أحمد محمود جلال
أحمد جلال (21 نوفمبر 1948)، اقتصادي مصري، وخبير اقتصادي بالبنك الدولي سابقاً، ورئيس منتدى البحوث الاقتصادية،  و وزير المالية المصرية في حكومة رئيس الوزراء المصري حازم الببلاوي، يوليو 2013.

## حياته
حصل جلال على الدكتوراه في الاقتصاد من جامعة بوسطن.
عمل في بنك القاهرة (1973-1975).

## عضويات
أحمد جلال عضو في مجلس إدارة المركز المصري للدراسات الاقتصادية، هو مؤسسة مستقلة غير ربحية، تعمل على التنمية الاقتصادية في مصر. تجري بحوث سياسية واقتصادية دولية، بدعم الغرفة التجارية الأمريكية في مصر، أسسها جمال مبارك، ابن الرئيس المصري السابق عام 1992، وأطلق عليه المطبخ الرئيسي لبلورة سياسات الاقتصاد الكلي واختبارها وتقديمها للحكومة، ويلاحظ المراقبون أنه لم يتم إصلاح أي من القطاعات الاقتصادية إلا وسبق ذلك وضعه على الأجندة السنوية لمؤتمرات ومناقشات المركز. ويضم ضمن أعضاء مجلس ادارته نخبة رجال الأعمال والوزراء في مصر.